# Semikarakorsk
Semikarakorsk (en russe : Семикаракорск) est une ville de l'oblast de Rostov, en Russie, et le centre administratif du raïon de Semikarakovsk. Sa population s'élevait à 23 110 habitants en 2013.

## Géographie
Semikarakorsk est située sur la rive gauche du Don, à 87 km — 92 km par la route — au nord-est de Rostov-sur-le-Don.

## Histoire
Une ancienne forteresse médiévale khazare se situe près de la ville. L'ancienne forteresse de Semikarakorsk est un monument de la culture archéologique Saltovo-Mayak de l'âge du fer.
La stanitsa Semikarakorskaïa (en russe : Семикаракорская), fondée par des Cosaques du Don, est connue depuis 1672. La stanitsa doit être déplacée à plusieurs reprises en raison des inondations du Don jusqu'à ce qu'elle se fixe à son emplacement actuel en 1845. Elle obtient le statut de commune urbaine en 1958 et le statut de ville en 1972.

## Population
Recensements (*) ou estimations de la population
| 1897* | 1939* | 1959*  | 1970*  | 1979*  |
| ----- | ----- | ------ | ------ | ------ |
| 6 588 | 5 900 | 10 696 | 15 898 | 20 244 |

| 1989*  | 2002*  | 2010*  | 2012   | 2013   |
| ------ | ------ | ------ | ------ | ------ |
| 22 704 | 23 473 | 23 884 | 23 445 | 23 110 |

## Économie
L'industrie agro-alimentaires constitue la base de l'économie locale.